# Bodotria magna
Bodotria magna is een zeekommasoort uit de familie van de Bodotriidae. De wetenschappelijke naam van de soort is voor het eerst geldig gepubliceerd in 1921 door Zimmer.